# Fibre channel
Fibre Channel, ou FC, é uma tecnologia de comunicação de alta velocidade que é utilizada em armazenamento de dados em rede. O Fibre Channel é um padrão homologado pelo Comitê Técnico T11 do INCITS, ligado ao ANSI. A tecnologia é utilizada principalmente para interligar servidores a sistemas de armazenamento do tipo SAN (Storage Area Network). Apesar do nome, e de ser utilizar principalmente fibras ópticas, o Fibre Channel também pode ser utilizado com cabeamento metálico.
O disco Fibre Channel é o irmão mais novo dos discos SCSI e concorrente do SAS. Estes discos são definidos como parte dos discos SCSI-3. Permite maiores velocidades e um maior número de discos. O nome deve a sua origem ao fato de estes discos serem criados originalmente para operar com canais de fibra óptica. Embora também possa trabalhar com cabo de cobre.
FC é um conjunto de protocolos. As implementações actualmente usadas destes protocolos é o Fibre Channel Arbitrated Loop (FC-AL) e o Switched Fabric (FC-SW).

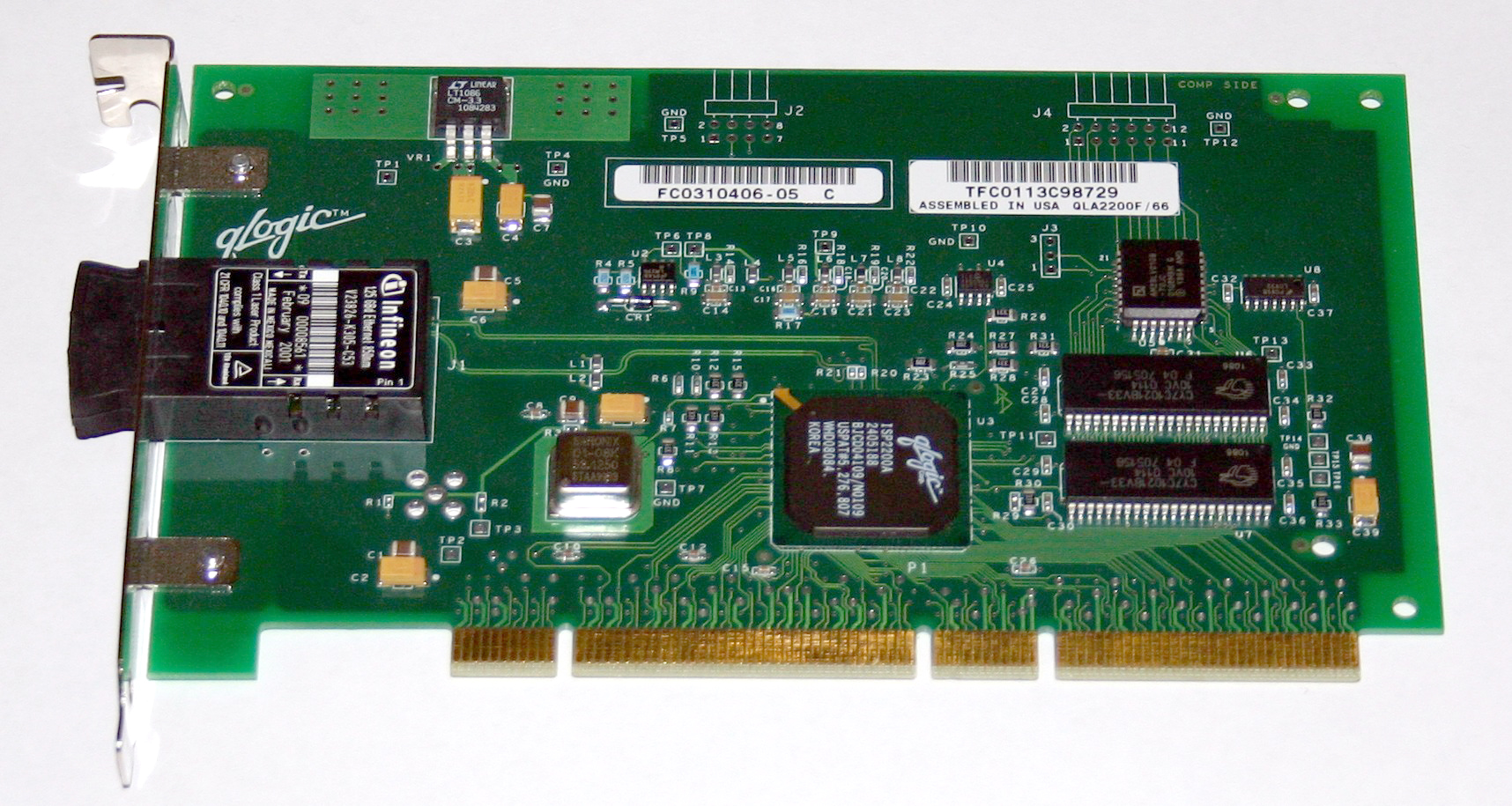
Adaptador Fibre Channel.

## História
Fibre Channel apareceu inicialmente 1988, sendo aprovado pela ANSI em 1994, com o objectivo de simplificar o sistema HIPPI - HIgh Performance Parallel Interface (que tinha as desvantagens de usar 50 pares de cabos, conectores enormes e um limite pequeno de distâncias permitidas)
Os protocolos Fibre Channel apareceram para simplificar as ligações e diminuir as perdas de sinal, aumentando assim as distâncias máximas permitidas. Mais tarde tentou ligar discos SCSI, aumentar a velocidade e o número de dispositivos permitidos.
Também adicionou suporte para protocolos de várias camadas de "alto-nível", incluindo SCSI, ATM e IP, sendo o SCSI o mais usado.

## Topologias
Um link em FC consiste em duas fibras unidireccionais que transmitem em direcções opostas. Cada fibra está ligada a uma porta emissor (TX) e numa porta receptora (RX). Quando existe um Fabric a fibra pode ser ligada uma porta node (N_Port) e a uma porta do Fabric (F_Port).
- Point-to-Point (FC-P2P) Dois dispositivos ligados directamente. Esta é a topologia mais simples.
- Arbitrated Loop (FC-AL) Nesta topologia todos os dispositivos estão ligados em loop ou anel. Adicionar ou remover dispositivos obriga a ser interrompida toda a actividade. A falha num dispositivo quebra o anel. Existem Hubs Fibre Channel que permitem ligações múltiplas entre dispositivos.
- Switched Fabric (FC-SW) Todos os dispositivos FC estão ligados a switches (Fabric), numa ligação similar às redes Ethernet actuais.

## Camadas Fibre Channel
O FC é um protocolo de 5 camadas, consistindo nas seguintes camadas:
- FC0 Camada física - inclui cabos, conectores, parametros opticos e eléctricos, etc;
- FC1 Camada de ligação de dados - implementa a codificação e descodificação do sinal e controle de erros;
- FC2 Camada de rede - define a estrutura das frames do FC e os protocolos de sinal, de Flow Control e as classes de serviço que o FC suporta. De forma a suportar estes serviços, o FC-2 define formatos de mensagens: Ordered Set, Frame, Sequence e Exchange;
- FC3 Camada que implementa funções auxiliares;
  - - Striping - Multiplica largura de banda usando multiplas N_ports;
  - - Hunt groups - Habilidade de mais do que uma porta responder a um mesmo endereço (diminui as hipoteses de procurar N_port ocupadas);
  - - Multicast - Uma transmissão para várias portas destino. (p.e. todas as N_Ports de um Fabric (broadcast) ou apenas para um subconjunto de N_Ports num Fabric)
- FC4 Camada da aplicação - define interfaces com vários protocolos de nivel superior; responsável pelo encapsulamento das várias camadas;

FC0, FC1 e FC2 são também conhecidas por FC-PH - Camada Fisica do FC.
Os produtos Fibre Channel estão disponiveis a velocidades de 1 Gbit/s, 2 Gbit/s, 4 Gbit/s e 8 Gbit/s. Já existe o padrão de 10 Gbit/s, mas não existem ainda produtos que usem este padrão.
Produtos baseados nos padrões 1, 2, 4 e 8 Gbit/s deverão ser interoperáveis , mas o padrão de 10 Gbit/s precisa de uma mudança "radical".

## Características
As grandes vantagens desta tecnologia são:
- Hot-pluggability - os discos FC podem ser instalados e removidos enquanto o sistema está a operar, característica crucial em sistemas de alto-débito e servidores de grande uso com pouco ou nenhum tempo offline
- Standard ANSI para interfaces série – Fibre Channel não requer adaptadores especiais, que podem ser caros.
- Velocidade – Bem configurado, o Fibre Channel é a opção mais rápida (actualmente até 8 Gbit/seg, expansível até 10 Gbit/s).
- Loop redundância – Fibre channel permite alta integridade de dados em sistemas com múltiplos drives, incluindo Fibre Channel RAID.
- Cablagem mais longa – Fibre Channel consegue manter a integridade dos dados em cabos compridos. (pois usa LVD - Low Voltage Differencial)

## Características FC
- RPM : de 10.000 até 15.000
- Buffer 8/16 MB
- Average Seek Time: 4.7 ms (Ultra Fast)
- 4 Gigabit/seg interface.
- Capacidades: 600GB / 450GB / 300GB / 146GB / 73GB / 36 GB

## Conclusão
Os discos Fibre Channel e SCSI são os mais rápidos e mais confiáveis para servidores, estações de trabalho e soluções RAID.
O FC e SCSI são ideais para computadores multi utilizador, multi tarefa e multi processador, produção áudio e vídeo.

## Glossário
- Arbitrated Loop Topology - topologia Fibre Channel que suporta uma solução para ligar múltiplos dispositivos em anel
- E_Port - porta de expansão num switch. Utilizada para ligar vários switchs a um Fibre Channel Fabric.
- F_Port - porta de um Fabric onde pode ser ligado uma N_port ou NL_port
- FCP - Fibre Channel Protocolo
- G_Port - porta genérica de um switch, que pode ser uma F_port ou E_port
- L_Port - um porta de um dispositivo em loop (FC-AL)
- N_Port - porta de um nó usando a topologia point-to-point
- NL_Port - porta de um nó usada nas 3 topologias FC

## Fibre Channel RFCs
RFCs:
- RFC 4044 - Fibre Channel Management MIB
- RFC 2837 - Definitions of Managed Objects for the Fabric Element in Fibre Channel Standard
- RFC 2625 - IP and ARP over Fibre Channel

Drafts:
- «draft-ietf-imss-fc-rtm-mib-00.txt». Fibre-Channel Routing Information MIB
- «draft-ietf-imss-fc-fspf-mib-00.txt». MIB for Fibre-Channel's Fabric Shortest Path First Protocol